# Campionato italiano Para Ice Hockey 2020-2021
Il Campionato italiano Para Ice Hockey 2020-2021 è stata la diciassettesima edizione di questo torneo organizzato dalla Federazione Italiana Sport del Ghiaccio, la terza con la nuova denominazione dello sport (Para Ice Hockey in luogo di Ice Sledge Hockey) voluta dal Comitato Paralimpico Internazionale.
Le South-Tyrol Eagles si sono aggiudicate l'ottavo titolo italiano consecutivo, tredicesimo assoluto.

## Formula e partecipanti
Le compagini iscritte sono rimaste le medesime tre: le rappresentative regionali di Piemonte (Tori Seduti), Lombardia (Armata Brancaleone) e Alto Adige (South-Tyrol Eagles, campioni in carica).
La formula della regular season era inizialmente cambiata rispetto alla stagione precedente: si sarebbe dovuti ritornare a disputare un doppio girone di andata e ritorno; tra ottobre 2020 e gennaio 2021, tuttavia, il campionato venne sospeso a causa della pandemia di COVID-19, e per consentire il recupero delle gare rinviate, il secondo girone non venne più disputato. Rimaneva invariata la disputa della finale, con una serie al meglio delle tre gare tra le prime due squadre classificate al termine della regular season, con le prime due gare disputate in casa della squadra meglio classificata e l'eventuale terza in casa della seconda classificata.
Un'ulteriore conferma riguarda la Coppa Italia, che verrà nuovamente assegnata alla squadra vincitrice della stagione regolare.

## Regular season
| Pos | Squadra            | G | V | VS | PS | P | GF | GS | DG  | Pt | Risultato               |
| --- | ------------------ | - | - | -- | -- | - | -- | -- | --- | -- | ----------------------- |
| 1   | South-Tyrol Eagles | 4 | 4 | 0  | 0  | 0 | 24 | 4  | +20 | 12 | Qualificate alla finale |
| 2   | Armata Brancaleone | 4 | 1 | 0  | 0  | 3 | 5  | 12 | −7  | 3  | Qualificate alla finale |
| 3   | Tori Seduti        | 4 | 1 | 0  | 0  | 3 | 5  | 18 | −13 | 3  |                         |

### Primo girone
| 1ª           | giornata                         | 6ª          |
| 26 set. 2020 |                                  | 6 mar. 2021 |
| 2-6          | Tori Seduti - South-Tyrol Eagles | 0-9         |

| 3ª           | giornata                         | 5ª          |
| 13 mar. 2021 |                                  | 7 feb. 2021 |
| 1-2          | Tori Seduti - Armata Brancaleone | 2-1         |

| 2ª           | giornata                                | 4ª           |
| 27 set. 2020 |                                         | 27 feb. 2021 |
| 0-6          | Armata Brancaleone - South-Tyrol Eagles | 2-3          |

### Secondo girone
Il secondo girone è stato cancellato per consentire il recupero delle partite rinviate a causa della pandemia di COVID-19.

### Coppa Italia
Le South-Tyrol Eagles si aggiudicano la regular season e pertanto vincono la Coppa Italia.

## Play-off

### Tabellone
|  | Finale |                    |                    |   |   |  |
|  |        |                    |                    |   |   |  |
|  | 1      | South-Tyrol Eagles | South-Tyrol Eagles | 6 | 3 |  |
|  | 2      | Armata Brancaleone | Armata Brancaleone | 0 | 0 |  |

### Finale

#### Gara 1
| Arbitri: | Simone Soraperra Walter Zuccatti |

| |           |  |
| Larch (Kerschbaumer) 0:45 Depaoli (Larch) 7:25 Rosa (Depaoli) 17:26 Seneca (Planner, Boneccher) 35:27 Larch (Rosa, Depaoli) 37:19 Torella (Kafmann) 38:16 | Marcatori |  |

#### Gara 2
| Arbitri: | Simone Soraperra Giuseppe Coceano |

|                                                                                |           |  |
| Planker (Rosa) 23:36 Depaoli (Larch) 27:41 Depaoli (Larch, Kerschbaumer) 30:19 | Marcatori |  |

## Classifiche individuali

### Classifica marcatori
I dati si riferiscono alla regular season. Dati aggiornati alla sesta giornata.
| Pos. | Squadra            | Giocatore           | G | A | Pt |
| ---- | ------------------ | ------------------- | - | - | -- |
| 1    | South-Tyrol Eagles | Christoph Depaoli   | 6 | 7 | 13 |
| 2    | South-Tyrol Eagles | Nils Larch          | 4 | 7 | 11 |
| 3    | South-Tyrol Eagles | Gianluigi Rosa      | 5 | 4 | 9  |
| 4    | South-Tyrol Eagles | Florian Planker     | 4 | 1 | 5  |
| 5    | South-Tyrol Eagles | Stefan Kerschbaumer | 2 | 2 | 4  |